# Estación de San Galo St. Fiden
La estación de San Galo St. Fiden es una estación ferroviaria de la comuna suiza de San Galo, en el Cantón de San Galo.

## Historia y situación
La estación de San Galo St. Fiden fue inaugurada en el año 1856 con la apertura de la línea San Galo - Rorschach por parte del Sankt Gallisch-Appenzellischen Eisenbahn (S.G.A.E.). La compañía S.G.A.E. pasaría a ser absorbida por los SBB-CFF-FFS en 1902. En el año 1910 se puso en servicio el tramo Romanshorn - San Galo St. Fiden de la línea Bodensee-Toggenburg-Bahn Romanshorn - Nesslau-Neu St. Johann por parte de la compañía homónima Bodensee-Toggenburg-Bahn (BT). BT se fusionó con SüdOstBahn (SOB) en 2001 para crear el 'nuevo' SOB.
La estación se encuentra ubicada en el noreste del centro urbano de San Galo. Consta de dos andenes, uno central y otro lateral a los que acceden tres vías pasantes, a las que hay que sumar otras dos vías pasante más, varias vías toperas, y en el norte de la estación hay una pequeña terminal para la carga y descarga de mercancías, en la que hay varias vías toperas para prestar servicio a la terminal. En el noreste de la estación se encuentra la bifurcación de las líneas hacia Romanshorn y Rorschach.
La estación está situada en términos ferroviarios en la línea San Galo - Rorschach y en la línea Romanshorn - Nesslau-Neu St. Johann (SOB). Sus dependencias ferroviarias colaterales son la estación de Wittenbach hacia Romanshorn, la estación de Mörschwil en dirección Rorschach y la estación de San Galo en dirección Nesslau-Neu St. Johann, que también es el inicio de la línea San Galo - Rorschach.

## Servicios ferroviarios
Los servicios son prestados por SBB-CFF-FFS y por SOB (SüdOstBahn):

### Larga distancia
- IR Voralpen Romanshorn - Neukirch-Egnach - Muolen - Häggenschwil-Winden - Roggwil-Berg - Wittenbach - San Galo St. Fiden - San Galo - Herisau - Degersheim - Wattwil - Uznach - Schmerikon - Rapperswil - Pfäffikon - Wollerau - Biberbrugg - Arth-Goldau - Küssnacht am Rigi - Meggen Zentrum - Lucerna Verkehrshaus - Lucerna. Servicios cada hora. Operado por SOB.

### Regionales
- RE Rheintal Express San Galo - Rorschach - St. Margrethen - Altstätten - Buchs - Sargans - Bad Ragaz - Landquart - Chur.

### S-Bahn San Galo
En la estación efectúan parada los trenes de cercanías de tres líneas de la red S-Bahn San Galo:
- S 1 Wil – Gossau – San Galo – Rorschach - St. Margrethen – Altstätten
- S 2 (Wattwil) – Herisau – San Galo – Rorschach - St. Margrethen – Heerbrugg
- S 3 Schaffhausen - Stein am Rhein - Kreuzlingen – Romanshorn - Wittenbach – San Galo – San Galo Haggen